# 新木津用水

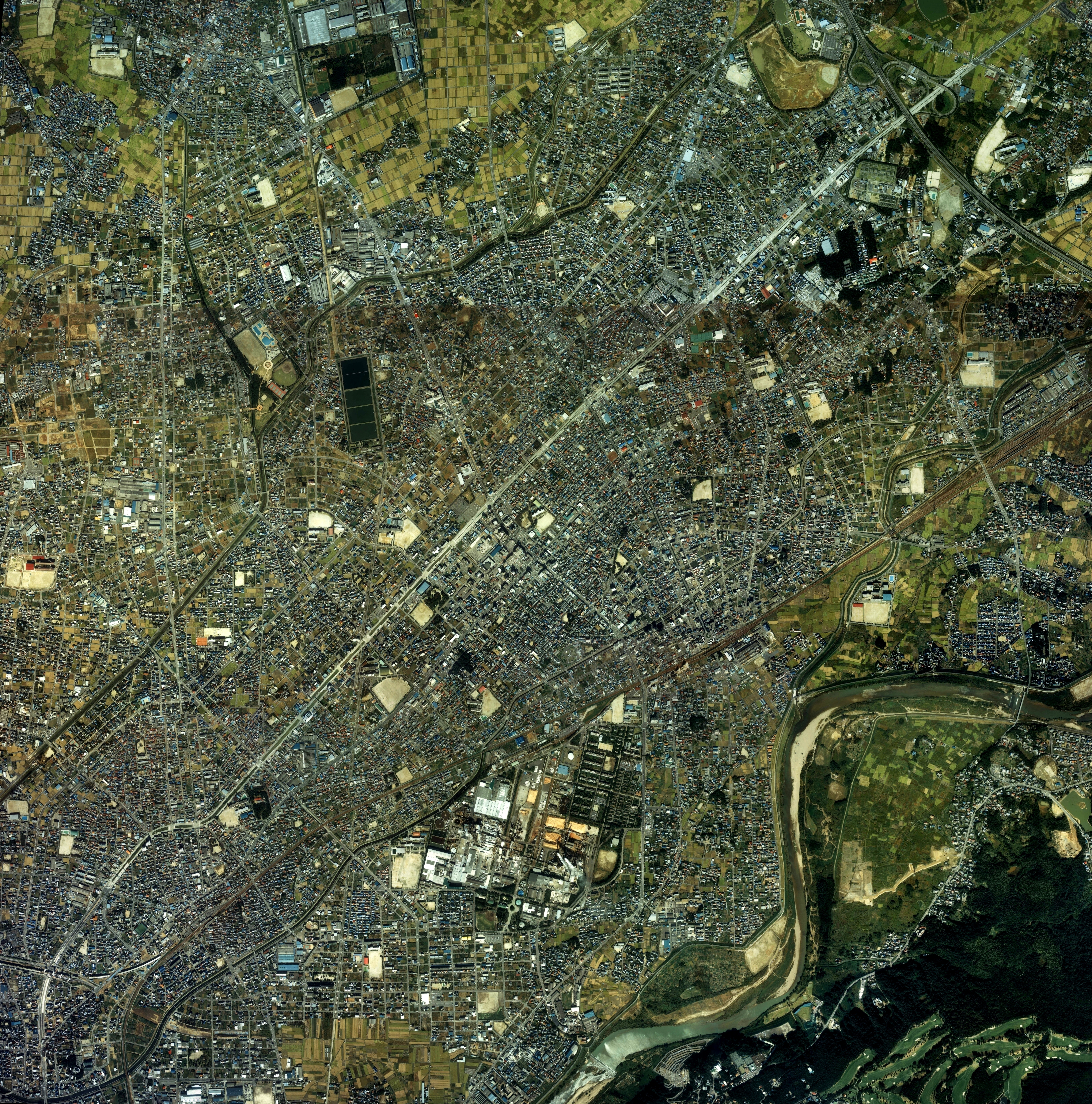
愛知県春日井市を流れる新木津用水（八田川への合流部）
1987年度（昭和62年度）に撮影された

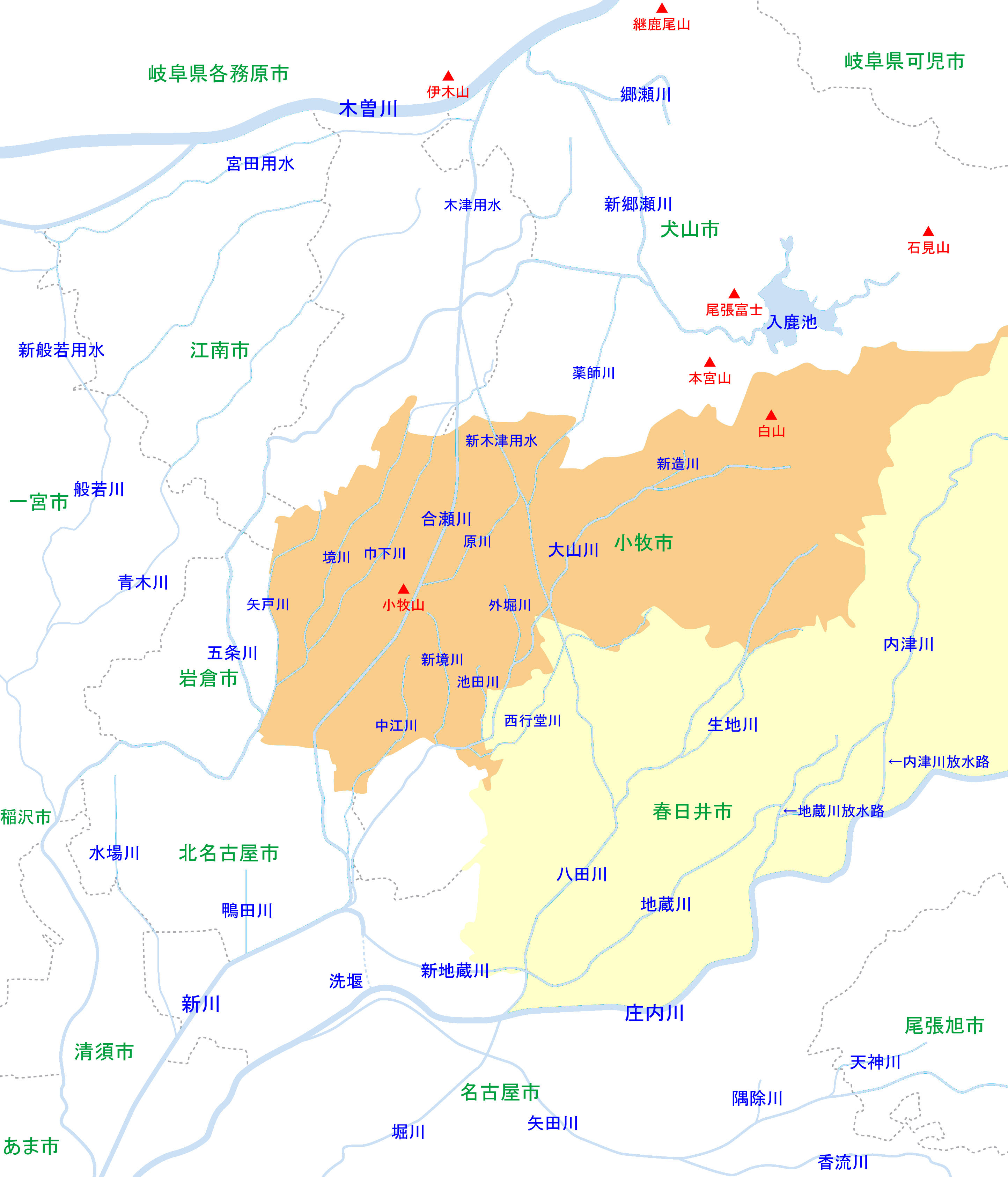
小牧市・春日井市周辺河川の位置関係図

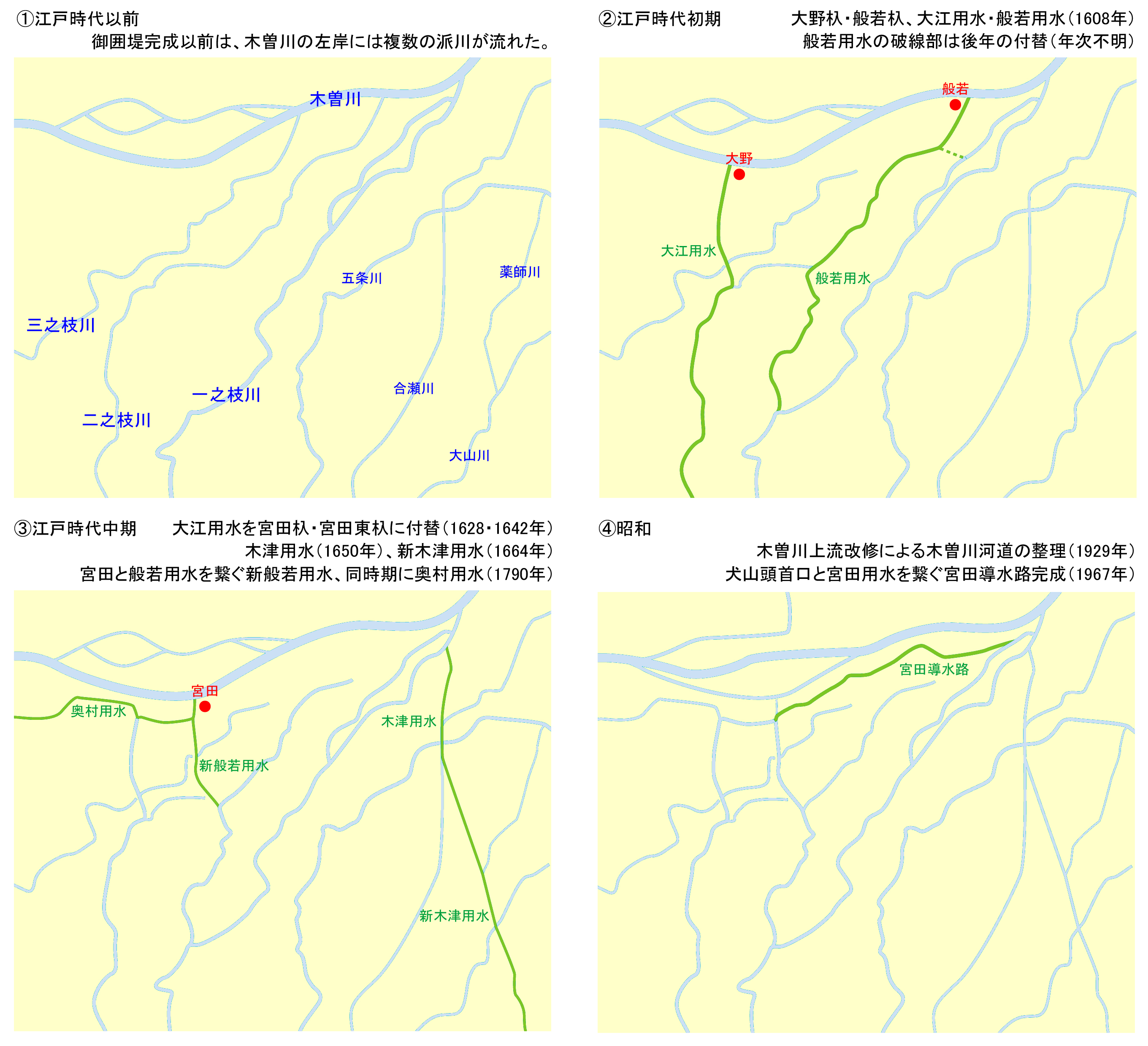
木曽川左岸用水路の変遷。詳細は宮田用水を参照。

新木津用水（しんこっつようすい）は、愛知県丹羽郡大口町を流れる合瀬川（木津用水）を取水源とする農業用水である。

## 地理
愛知県丹羽郡大口町中小口の合瀬川（木津用水）と五条川の交差部付近で分岐し、薬師川を経由して八田川へと至る。
大口町南部で巾下川が交差。犬山市を経て、小牧市北部で後川・佐久間川と合流し、薬師川へと至り原川・外堀川が分かれた後、小牧市南部の大山川との交差部で薬師川と分かれる。春日井市北部で西行堂川と交差した後、春日井市中部で八田川と合流する。

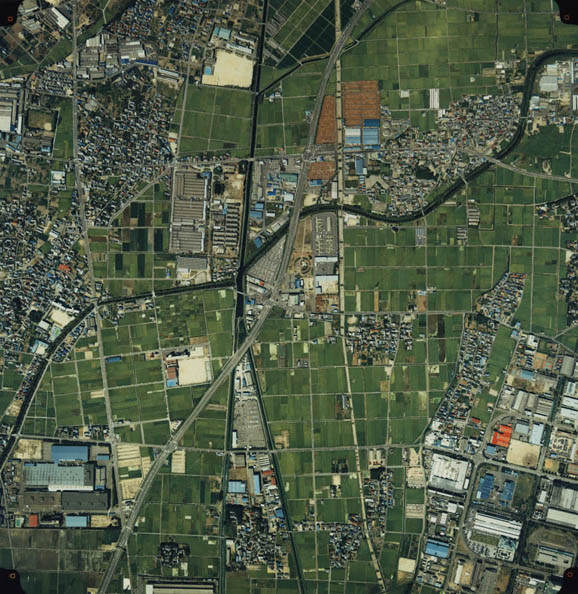
1987年度（昭和62年）に撮影された国土交通省 国土地理院 地図・空中写真閲覧サービスの空中写真を基に作成丹羽郡大口町にある新木津用水源流部（合瀬川との分岐点）。
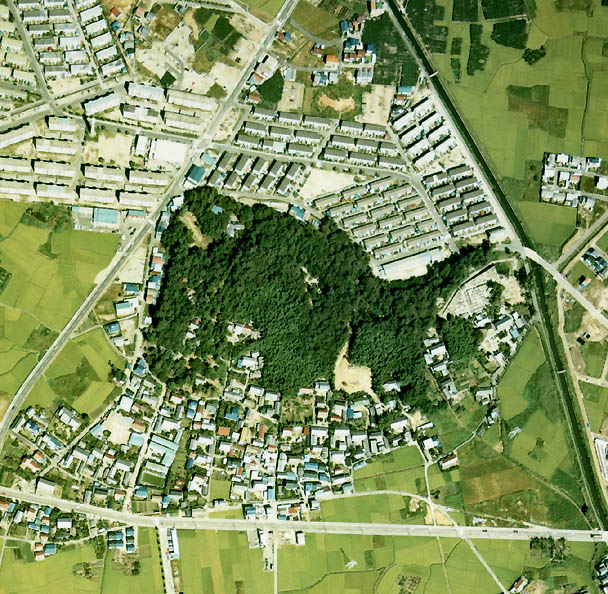
1977年度に撮影された国土交通省 国土地理院 地図・空中写真閲覧サービスの空中写真を基に作成新木津用水
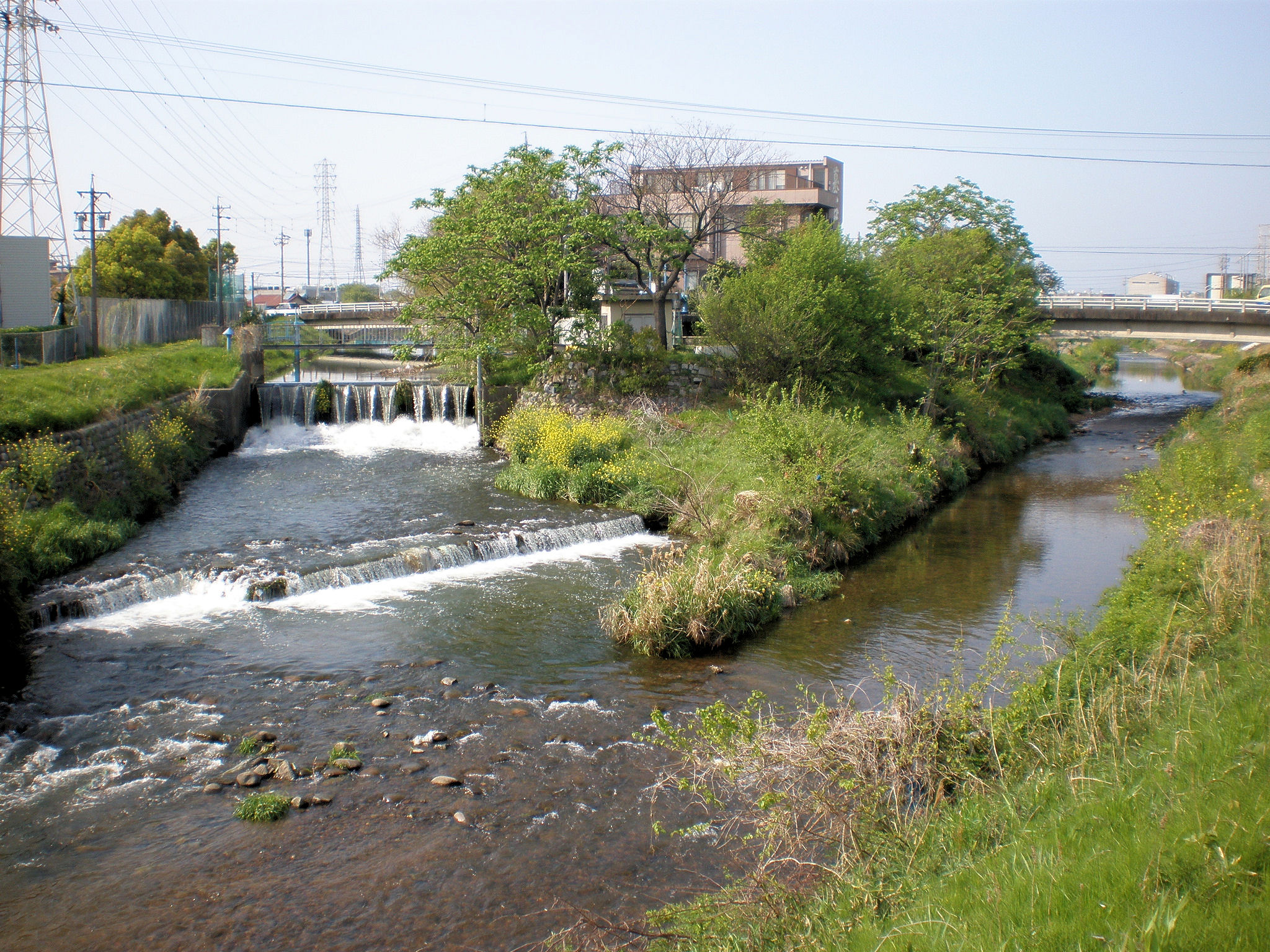
大山川との合流点（撮影場所：小牧市下末）

## 沿革
- 1664年（寛文4年） - 完成。

## 名称の由来
1650年に完成した木津用水と区別するために、木津用水を「古木津用水（ここっつようすい）」、こちらを「新木津用水」とした。

## 流域の自治体
愛知県
丹羽郡大口町、犬山市、小牧市、春日井市

## 関連書籍

### 書籍
- 『木津用水史』木津用水普通水利組合編（犬山町、1928年）
- 『木津用水略史』木津用水普通水利組合編（犬山町）
- 『続木津用水史』木津用水普通水利組合編（小牧町、1940年・1952年）
- 『木津用水史（改組編）』木津用水史編纂委員会編（木津用水土地改良区事務所、1975年）
- 『小牧の川・用水～小牧叢書19』小牧市文化財資料研究員会編（小牧市教育委員会、2004年）

### 資料
- 『木津用水水利土功会区域図』 - 肉筆着色画。製作者や製作年代は不詳。